# Jean François de La Clue-Sabran
Jean François de Bertet de La Clue-Sabran (Moustiers-Sainte-Marie, 30 settembre 1696 – Passy-lès-Seine, 4 ottobre 1764) è stato un ammiraglio francese, Paggio del Conte di Tolosa, Ammiraglio di Francia, la sua carriera militare fu protetta e agevolata da lui, dal duca di Penthièvre, e dal duca di Choiseul..

## Biografia
Nacque a  Moustiers-Sainte-Marie il 30 settembre 1696, e battezzato il giorno dopo, terzo di sei figli, di Jean-François de Bertet, giudice reale, e di Madeleine de Sabran-Baudinard.
Il 12 marzo 1715 entrò nella Marine royale in forza alla compagnia dei guardiamarina a Tolone, all'età di 18 anni. Grazie all'intervento di uno dei suoi tre zii, tutti e tre capitani di nave a Tolone, presso il conte di Tolosa, fu promosso guardia della bandiera dell'Ammiraglio il 12 novembre 1716, entrando nella compagnia d'élite dei guardiamarina.
Il 3 novembre 1717 si imbarcò per la prima volta sul Le Henry, rimanendovi sino al 20 marzo 1718. Tale nave era al comando di Abraham Duquesne-Monier (1653-1726), e condusse una campagna contro i pirati berberi di Algeri. Dal 1 febbraio al 15 novembre 1720 fu imbarcato sul vascello Toulouse, sotto gli ordini dello chef d'escadre Charles de Vallette-Laudun (circa 1660-1736). Dopo ripetuti congedi presi all'inizio degli anni venti del XIII secolo, per allontanarsi da Tolone, allora tormentata da epidemie di peste, fu promosso enseigne de vaisseau il 17 marzo 1727.
Il 21 luglio 1730 si imbarcò, per ordine del re del 10 luglio 1730, a bordo del Triton per trasferirsi a Brest, navigando al largo delle coste di Tunisi e Algeri. Ritornato a Tolone nel 1732, vi rimase per tutta la durata di una campagna.
Si imbarcò sul Tigre il 1 giugno 1732, rimanendovi sino al 30 ottobre dello stesso anno quando la nave fu posta in disarmo. Questo vascello apparteneva, insieme allo Espérance, Léopard ed Heureux, una piccola squadra al comando di Claude Aubery de Vastan (1664-1738), che incrociò nel Mediterraneo. Divenuto tenente di vascello il 15 marzo 1734, fu nominato vicegovernatore per la marina di Luigi Giovanni Maria di Borbone, duca di Penthièvre alla morte del padre di quest'ultimo, il Conte di Tolosa, nel 1737. Il 13 maggio 1738 fu nominato Cavaliere dell'Ordine di San Luigi.
Imbarcatosi a bordo del Neptune nel 1741, fu promosso capitano di vascello il 1 gennaio 1742, assumendo il comando dello Aquilon (29 aprile 1742-31 marzo 1743). Comandò la fregata da 30 cannoni Atalante, appartenente allora alla squadra navale del tenente generale delle armate navali Claude Élisée de Court de La Bruyère (1666-1752), durante la battaglia di capo Sicié (22 febbraio 1744). 
Il 7 aprile 1751 assunse il comando del Triton per una missione con destinazione la Nuova Francia, avendo ordine di recarsi a Louisbourg per accordarsi con il marchese de l'Estenduère e di monitorare la pesca del merluzzo al largo di Terranova.
Promosso chef d'escadre il 25 settembre 1755, comandò il vascello Couronne nel 1756 a Port-Mahon e una divisione della flotta del marchese de La Galissonière nel corso della battaglia di Minorca (20 maggio 1756), dove si distinse particolarmente ricevendo da re una pensione di 100 pistole sulla Croce dell'Ordine di San Luigi per la sua condotta davanti a Mahon.
Nel novembre 1757 salpò da Tolone a bordo dell'Océan al comando di una divisione di sei vascelli di linea che dovevano portare soccorso a Louisbourg e alla Nuova Francia assediate dai britannici. Sorpreso da una tempesta il 30 novembre si rifugiò nel porto spagnolo di Cartagena, non potendo più prendere il mare a causa dell'arrivo da Gibilterra delle navi britanniche al comando dell'ammiraglio Henry Osborne. Si trattava di 15 vascelli e 3 fregate, al comando di Osborne, coadiuvato da Sir Charles Sanders, che avevano il compito di impedire ai vascelli francesi di salpare per portare soccorso a Louisbourg.  Malgrado i rinforzi francesi sopraggiunti da Tolone, la sua squadra rimase all'ancora a Cartagena ed egli rinunciò a partire per l'America del Nord.  I rinforzi al comando del marchese de Menneville furono sconfitti nel corso della battaglia di Cartagena, e Louisbourg dovette capitolare un anno più tardi.  Rendendosi conto che non poteva attraversare con le sue navi lo stretto di Gibilterra a causa della presenza della flotta britannica, fu costretto a ritornare a Tolone, dove  il 26 aprile 1758 gettò l'ancora in porto.  I l 2 maggio le navi furono poste in disarmo, e dal allora la flotta francese rimase in Mediterraneo.
Nel  1758 Pierre André de Glandevès du Castellet di dimise dal comando del porto di Tolone, e il Ministro della marina Monsieur de Massiac gli scrisse l'11 agosto: Sua Maestà mi ha incaricato di esprimervi tutta la soddisfazione che ha per lo zelo con cui avete riempito il posto che Egli vi aveva affidato. Assunse quindi il posto vacante di comandante della marina mantenendolo per quindici mesi. Glandevès fungerà nuovamente da comandante ad interim quando egli riprese il mare nel maggio 1759.
In questa data ricevette l'ordine di salpare da Tolone con le sue navi e ricongiungersi alla flotta presente a Brest per attuare la prevista invasione dell'Inghilterra. Alzando la sue insegna sull'Océan, riuscì ad attraversare lo stretto di Gibilterra, ma il suo squadra, composta da 12 vascelli e  2 fregate di 12 navi e 3 fregate si disperse nella notte. Inseguito dalle 14 navi della flotta dell'ammiraglio Edward Boscawen quando gliene erano rimaste solo 7, fu pesantemente sconfitto nel corso della battaglia di Lagos. Questa battaglia, unita a quella della baia di Quiberon, pose fine ai piani di invasione francese.
Non fu punito per la sconfitta, anche se le sue qualità di comandante si erano rivelate insufficienti, ma non ricevette più alcun comando. Si ritirò dal servizio attivo nel 1764, con la promozione a tenente generale delle armate navali concessogli da de Choiseul.
Morì il 4 ottobre 1764, a Passy-lès-Seine, dopo quattro giorni una operazione di calcolosi. Era zio del conte de Bertet-La Clue (1732-1815) e del cavaliere de Laugier-Beaucouse (1717-1784), tutti e due chef d'escadre.

## Pubblicazioni
- A Voyage to Dauphin Island in 1720: The Journal of Bertet de la Clue, Museum of the City of Mobile, 1974.

### Fonti
1. 1 2 3 4 5 6 7 8  Threedecks.
2. 1 2  Vergé-Franceschi 1990, p. 1197.
3. 1 2 3 4  Geneanet.
4. 1 2  Vergé-Franceschi 1990, p. 38.
5. 1 2 3 4 5  Histoire de guerre.
6. 1 2 3 4 5 6 7 8 9 10 11 12 13 14  Departement.
7. ↑  Archives du Port de Toulon, 1 L 185, f° III.
8. 1 2 3 4 5 6  Schumann, Schweizer 2008, p. 64.
9. ↑  Archives du Port de Toulon, lettra di Massiac a Glandevès du 14 août 1758.